# Salim Iles
Salim Iles est un ancien nageur algérien, spécialiste des épreuves de sprint en nage libre (50 m et 100 m), né le 14 mai 1975, à Oran,,. Il est considéré par la plupart comme le meilleur nageur algérien de tous les temps, possédant des performances inégalées depuis.

## Biographie
La nageur Salim Iles né en Algérie, a commencé à pratiquer la natation en 1982 jusqu'en 1993 au sein du même club l'association Sportive du complexe militaire 2ème RM (ASCMO) où il domina toutes ses catégories d'âges jusqu'à son départ en France à l'âge de 18 ans. Il avait été sélectionné successivement de 1984 à 1993 dans les équipes nationales d'Algerie. Sa dernière performance/référence  en Algérie au 100m nl en bassin de 25m à l'issue d'un stage intensif de préparation était de 50s 85/% performance remarquable à l'époque. C'est principalement cet exploit qui poussa son coach de toujours M. Y.A Moncef de le conseiller a s'expatrier en France . Et ce n'est qu'à partir de 1993 âgé de 18 ans qu'il passa l'ensemble de sa carrière en professionnel au sein du club français du Racing club de France,.
En 1998, Salim Iles était choisi comme le sportif de l'année en Algérie. Lors des JO 2008 de Pékin, la nageur Salim Iles a été choisi pour porter le drapeau national lors de la présentation des nations.

## Palmarès

### Jeux olympiques
| Discipline / Année | Atlanta 1996   | Sydney 2000           | Athènes 2004          | Pékin 2008           |
| ------------------ | -------------- | --------------------- | --------------------- | -------------------- |
| 50 m nage libre    | 36e des séries | 22e des séries 22.95  | 8e de la finale 22.37 | 23e des séries 22.35 |
| 100 m nage libre   | 25e des séries | 13e '1/2 finale 49.70 | 7e de la finale 49.30 |                      |
| 200 m nage libre   | 31e des séries |                       |                       |                      |

### Championnat du monde En grand bassin
,
| Discipline / Année | Barcelone 2003       | Montréal 2005         | Melbourne 2007           |
| 50 m nage libre    | 17edes séries 22.74  | 4e de la finale 22.15 | 13e des 1/2 finale 22.56 |
| 100 m nage libre   | 22e des séries 50.20 | 13e 1/2 finale 49.51  | 38edes séries 50.24      |

### En petit bassin
| Discipline / Année | Athènes 2000             | Moscou 2002             | Indianapolis 2004     | Shanghai 2006            | Manchester 2008          |
| ------------------ | ------------------------ | ----------------------- | --------------------- | ------------------------ | ------------------------ |
| 50 m nage libre    | 10e des 1/2 finale 22.27 | 9e des 1/2 finale 21.93 | 5e de la finale 21.72 | 11e des 1/2 finale 22.10 | 11e des 1/2 finale 21.80 |
| 100 m nage libre   | 5e de la finale 48.36    | Bronze 47 s 66          | Argent 48 s 07        | 10e des 1/2 finale 48.52 | 10e des 1/2 finale 48.30 |

## Championnats du monde de natation en petit bassin
- Championnats du monde en petit bassin 2002 à Moscou (Russie)
  -  Médaille de bronze du 100 m nage libre.
- Championnats du monde en petit bassin 2004 à Indianapolis (États-Unis)
  -  Médaille d'argent du 100 m nage libre.

## Coupe du monde de natation FINA
- Médaille d'argent du 100 m nage libre 2002 - Stockholm, Suède[10]
- Médaille d'argent du  50 m nage libre .2002 - Berlin, Allemagne[11]
- Médaille de bronze  du 100 m nage libre  2002 - Berlin, Allemagne[12]
- Médaille de bronze  du 100 m nage libre  2003 - Berlin, Allemagne[13]
- Médaille d'argent du 100 m nage libre 2003 - Stockholm, Suède[14]
- Médaille d'argent du 100 m nage libre  2006 - Moscou, Russie[15]
- Médaille d'argent du  50 m nage libre 2006 - Moscou, Russie[16]

## Jeux méditerranéens
- Jeux méditerranéens de 1997 à Bari (Italie).
  -  Médaille d'argent du 50 m nage libre.
  -  Médaille d'or du 100 m nage libre.
- Jeux méditerranéens de 2001 à Tunis (Tunisie)
  -  Médaille d'or du 50 m nage libre.
  -  Médaille d'or du 100 m nage libre.
- Jeux méditerranéens de 2005 à Almería (Espagne)
  -  Médaille d'or du 50 m nage libre.
  -  Médaille d'or du 100 m nage libre.

## Championnats d'Afrique de natation
- Championnats d'Afrique 1998 à Nairobi, Kenya
  -  Médaille d'or du 100 m nage libre.
- Championnats d'Afrique 2006 à Dakar, Sénégal
  -  Médaille d'or du 50 m nage libre.
  -  Médaille d'or du 50 m Papillon
  -  Médaille d'or du 4 × 100 m nage libre
  -  Médaille d'argent du  4 × 100 m 4 nages

## Jeux africains
- Jeux africains de 1991 au Caire en Égypte
  -  Médaille d'argent du 4 × 100 m nage libre
  -  Médaille d'argent du 4 × 200 m nage libre
- Jeux africains de 1995 à Harare au Zimbabwe
  -  Médaille d'or du 100 m nage libre.
  -  Médaille d'or du 200 m nage libre.
  -  Médaille d'argent du 4 × 100 m nage libre
  -  Médaille de bronze du 4 × 200 m nage libre
  -  Médaille de bronze du 4 × 100 m quatre nages
- Jeux africains de 1999 à Johannesbourg en Afrique du Sud
  -  Médaille de bronze du 50 m nage libre.
  -  Médaille d'argent du 100 m nage libre.
  -  Médaille d'argent du 4 × 200 m nage libre
  -  Médaille d'argent du 4 × 100 m 4 nages
- Jeux africains de 2003 à Abuja au Nigeria
  -  Médaille d'or du 50 m nage libre.
  -  Médaille d'or du 100 m nage libre.
  -  Médaille d'or du 4 × 100 m nage libre
  -  Médaille d'argent du 4 × 200 m nage libre
- Jeux africains de 2007 à Alger en Algérie
  -  Médaille d'or du 50 m nage libre.
  -  Médaille d'or du 100 m nage libre.
  -  Médaille d'argent du 4 × 100 m nage libre

## Jeux panarabes
- Jeux panarabes de 1997 à Beyrouth au Liban
  -  Médaille d'or du 50 m nage libre
  -  Médaille d'or du 100 m nage libre
  -  Médaille d'or du 200 m nage libre

- Jeux panarabes de 2004 à Alger en Algérie
  -  Médaille d'or du 100 m nage libre
  -  Médaille d'or du 50 m nage libre
  -  Médaille d'or du 4 × 100 m nage libre
  -  Médaille d'or du 4 × 200 m nage libre

## Championnats de France en grand bassin
- Championnats de France d'hiver - DUNKERQUE 1996[17]
  -  Médaille d'or du 50 m nage libre (RACING CLUB DE FRANCE)
  -  Médaille d'or du 100 m nage libre (RACING CLUB DE FRANCE)
- Championnats de France - DUNKERQUE  1999[18]
  -  Médaille d'or du 50 m nage libre (RACING CLUB DE FRANCE)
  -  Médaille d'argent du 100 m nage libre (RACING CLUB DE FRANCE)
- Championnats de France - RENNES  2000[19]
  -  Médaille d'argent du 50 m nage libre (RACING CLUB DE FRANCE)
  -  Médaille d'argent du 100 m nage libre (RACING CLUB DE FRANCE)
  -  Médaille d'argent du 4 × 100 m nage libre  (Racing club de France)
- Championnats de France - CHAMALIÈRES 2001
  -  Médaille d'or du 50 m nage libre (RACING CLUB DE FRANCE)
  -  Médaille d'argent du 100 m nage libre (RACING CLUB DE FRANCE)
- Championnats de France - CHALON-SUR-SAÔNE 2002
  -  Médaille d'or du 50 m nage libre (RACING CLUB DE FRANCE)
  -  Médaille d'or du 100 m nage libre (RACING CLUB DE FRANCE)
  -  Médaille d'argent du 4 × 100 m nage libre (Racing club de France)
- Championnats de France - SAINT-ÉTIENNE 2003
  -  Médaille d'or du 50 m nage libre (RACING CLUB DE FRANCE)
  -  Médaille d'argent du 100 m nage libre (RACING CLUB DE FRANCE)
  -  Médaille d'argent du 4 × 100 m nage libre  Racing club de France
- Championnats de France - DUNKERQUE 2004
  -  Médaille d'argent du 4 × 100 m nage libre Racing Club de France / ASPTT
  -  Médaille de bronze du 4 × 100 m 4 nages Racing Club de France / ASPTT
  -  Médaille de bronze du 50 m papillon (RACING CLUB DE FRANCE / ASPTT)
- Championnats de France - NANCY 2005
  -  Médaille d'argent du 50 m nage libre (DAUPHINS TOULOUSE OEC)
  -  Médaille de bronze du 50 m papillon (DAUPHINS TOULOUSE OEC)
  -  Médaille d'argent du 4 × 100 m 4 nages (DAUPHINS TOULOUSE OEC)
- Championnats de France - TOURS 2006
  -  Médaille d'or du 4 × 100 m nage libre Racing Club de France / ASPTT
- Championnats de France - SAINT-RAPHAËL   2007
  -  Médaille de bronze du 4 × 100 m nage libre Lagardère Paris Racing

## Championnats de France en petit bassin
- Championnats de France en petit bassin - DUNKERQUE 2004
  -  Médaille de bronze du 50 m nage libre (DAUPHINS TOULOUSE OEC)
  -  Médaille de bronze du 100 m nage libre (DAUPHINS TOULOUSE OEC)
- Championnats de France en petit bassin - CHALON-SUR-SAÔNE 2005
  -  Médaille de bronze du 50 m nage libre (RACING CLUB DE FRANCE / ASPTT)
  -  Médaille d'argent du 100 m nage libre (RACING CLUB DE FRANCE / ASPTT)
- Championnats de France en petit bassin - ISTRES 2006
  -  Médaille de bronze du 50 m nage libre (RACING CLUB DE FRANCE / ASPTT)

## Distinction personnelle
- «Algérie Presse Service» meilleur athlète algérien de l'année (4) :1997,  2001, 2004, 2006